# La città delle donne
La città delle donne (br: Cidade das Mulheres / pt: A cidade das mulheres) é um filme ítalo-francês de 1980, do gênero comédia dramática, dirigido por Federico Fellini.

## Elenco
- Marcello Mastroianni — Snàporaz
- Anna Prucnal — Elena
- Bernice Stegers — mulher no tem
- Donatella Damiani — Donatella
- Jole Silvani — motociclista
- Ettore Manni — Dr. Xavier Katzone
- Fiammetta Baralla — Onlio
- Hélène Calzarelli — feminista
- Sylvie Meyer — feminista
- Catherine Carrel — comandante
- Stéphane Emilfork — feminista

## Principais prêmios e indicações
Sindicato Nacional Italiano de Jornalistas de Cinema 1980 (Itália)
- Venceu nas categorias de melhor diretor (Federico Fellini), melhor fotografia (Giuseppe Rotunno), melhor figurino (Gabriella Pescucci) e melhor desenho de produção (Dante Ferretti).